# Donald Anthony Martin
Donald Anthony Martin (24 de dezembro de 1940) é um matemático estadunidense.
Trabalha com teoria dos conjuntos e filosofia da matemática. É professor da Universidade da Califórnia em Los Angeles, onde é membro da Faculdade de Matemática e do Departamento de Filosofia.
Dentre as obras mais notáveis de Martin estão as provas da determinância analítica da existência de um cardinal mensurável, determinância de Borel dos axiomas de Zermelo-Fraenkel, a prova (com John Robert Steel) do axioma da determinância projetiva de adequados axiomas de grande cardinal, e seu trabalho sobre o axioma de Martin.
Em 1978 foi palestrante convidado (Invited Speaker) no Congresso Internacional de Matemáticos em Helsinque (Infinite games).